# Marcin Koszałka
Marcin Włodzimierz Koszałka (ur. 30 grudnia 1970 w Krakowie) – polski operator i reżyser filmowy, doktor habilitowany sztuk filmowych, wykładowca Szkoły Filmowej im. Krzysztofa Kieślowskiego Uniwersytetu Śląskiego, członek Polskiej Akademii Filmowej i Europejskiej Akademii Filmowej.
Ukończył studia z operatorstwa filmowego na Wydziale Radia i Telewizji Uniwersytetu Śląskiego. Zrealizował zdjęcia do kilkudziesięciu produkcji. Dwukrotnie był laureatem nagrody za najlepsze zdjęcia na Festiwalu Polskich Filmów Fabularnych w Gdyni – za Pręgi (2004) i Rewers (2009). Wcześniej zadebiutował jako dokumentalista nagrodzonym na Krakowskim Festiwalu Filmowym, skandalizującym Takiego pięknego syna urodziłam (1999). Zrealizował m.in. Istnienie (2007) i Deklarację nieśmiertelności (2010). Jako reżyser filmu fabularnego Koszałka zadebiutował thrillerem Czerwony pająk (2015), zakwalifikowanym do konkursu Międzynarodowego Festiwalu Filmowego w Karlowych Warach. Następnie wyreżyserował drugi długometrażowy film fabularny, Białą odwagę (2024), za który dostał dwie nagrody (za reżyserię i scenariusz) 49. Festiwalu Polskich Filmów Fabularnych w Gdyni.
Twórczość Marcina Koszałki dotyka spraw osobistych, bliskich reżyserowi. Autor pisze scenariusze swoich filmów oraz współuczestniczy w montażu. Jego dokumenty, podejmujące problematykę m.in. śmierci i przemijania, były nagradzane na międzynarodowych festiwalach.

## Życiorys
W 1995 roku rozpoczął naukę na kierunku Realizacja Obrazu na Wydziale Radia i Telewizji Uniwersytetu Śląskiego w Katowicach. Studia ukończył w 2001 roku.
Mimo wykształcenia operatorskiego Koszałka od początku swojej zawodowej kariery uciekał przed związaniem się jedynie z zawodem operatora filmowego. Po realizacji dwóch etiud szkolnych, już w 1999 roku zadebiutował jako reżyser kręcąc krótkometrażowy dokument Takiego pięknego syna urodziłam poświęcony swoim relacjom z rodzicami, przede wszystkim z matką. Film został przyjęty entuzjastycznie na festiwalach w Polsce i innych krajach, przynosząc Koszałce nagrody w Berlinie, Krakowie, Kazimierzu Dolnym i Nyon. Koszałka ukazał w tym filmie intymną historię życia własnej rodziny, co wywołało poruszenie i naraziło twórcę na ostrą krytykę ze strony widzów, recenzentów oraz wzbudziło kontrowersje w środowisku polskich dokumentalistów, którego część zdecydowanie inaczej postrzegała miejsce filmu dokumentalnego w przestrzeni polskiej kinematografii. Od tamtej pory Koszałkę często wymienia się jako jednego z najważniejszych polskich dokumentalistów swojego pokolenia.
Po głośnym debiucie Koszałka zrealizował szereg kolejnych dokumentów, m.in.: Jakoś to będzie, Śmierć z ludzką twarzą, Cały dzień razem, poświęcone Jerzemu Nowakowi Istnienie, Do bólu, Ucieknijmy od niej, Deklaracja nieśmiertelności poświęcona wspinaczowi Piotrowi Korczakowi, Będziesz legendą, człowieku (o polskich piłkarzach przygotowujących się do Euro 2012), Zabójca z lubieżności. Ten ostatni dokument opowiadający pośrednio historię seryjnego mordercy z Bytomia, zaprowadził Koszałkę do reżyserskiego debiutu w filmie fabularnym. Tak powstał thriller artystyczny Czerwony pająk, który spotkał się z entuzjastycznym przyjęciem na festiwalach w Karlowych Warach, Arras, Kairze, a po premierze kinowej w Polsce był chwalony przez krytykę. To historia seryjnego mordercy działającego w Polsce w latach 60. XX wieku, ale tylko zainspirowana prawdziwymi wydarzeniami oraz legendami krążącymi od wielu lat po Krakowie i całym kraju. Marcin Koszałka nie tylko film wyreżyserował, ale napisał także do niego scenariusz, zajął się zdjęciami oraz montażem.
Marcin Koszałka jest jednym z najważniejszych współczesnych polskich autorów zdjęć filmowych. W jego dorobku są m.in.: Pręgi, Senność i Zbliżenia Magdaleny Piekorz, Kochankowie z Marony Izabelli Cywińskiej, Rysa Michała Rosy, Rewers Borysa Lankosza, Uwikłanie Jacka Bromskiego, a także Szczęście świata Michała Rosy. Koszałka jest autorem zdjęć do spektakli telewizyjnych (m.in. Ich czworo – ostatnia reżyserska praca Marcina Wrony) i dokumentów (m.in. + – czyli podróże muchy na wschód Bogdana Dziworskiego). Prace te przyniosły Koszałce liczne nagrody i wyróżnienia.
W 2014 pracą zatytułowaną „Obsesja śmierci w obrazach mojego kina dokumentalnego” obronił stopień doktora sztuki filmowej. W grudniu 2016 roku Wydział Operatorski Łódzkiej Szkoły Filmowej nadał mu stopień doktora habilitowanego. Koszałka jest wykładowcą Wydziału Radia i Telewizji Uniwersytetu Śląskiego.
W 2025 był przewodniczącym Jury Konkursu Dokumentalnego podczas 65. Krakowskiego Festiwalu Filmowego.

## Filmografia[1]

### Reżyseria
- 1999: Takiego pięknego syna urodziłam
- 2003: Imieniny
- 2003: Made in Poland
- 2004: Jakoś to będzie
- 2006: Cały dzień razem
- 2006: Śmierć z ludzką twarzą
- 2007: Istnienie
- 2007: Do bólu
- 2007: Martwe ciało
- 2008: Dekalog... po Dekalogu
- 2010: Ucieknijmy od niej
- 2010: Deklaracja nieśmiertelności
- 2012: Zabójca z lubieżności
- 2013: Będziesz legendą, człowieku
- 2015: Czerwony pająk
- 2024: Biała odwaga

### Zdjęcia
- 2004: Pręgi
- 2005: Kochankowie Roku Tygrysa
- 2005: Kochankowie z Marony
- 2008: Rysa
- 2008: Senność
- 2008: House
- 2009: Rewers
- 2010: Deklaracja nieśmiertelności
- 2011: Uwikłanie
- 2013: Będziesz legendą, człowieku
- 2014: Zbliżenia
- 2015: Czerwony pająk
- 2016: Szczęście świata
- 2018: Dragoste 1. Câine
- 2019: Ciemno, prawie noc
- 2020: A Woman At Night
- 2024: Biała odwaga

## Nagrody i wyróżnienia
Po sukcesie filmu Takiego pięknego syna urodziłam, kolejne przedsięwzięcia przynosiły mu m.in.: wyróżnienie dla filmu Imieniny na festiwalu w Wilnie, nagrodę w kategorii film dokumentalny na festiwalu OFFensiva za Jakoś to będzie, nagrody Krakowskiego Festiwalu Filmowego i festiwalu w Jihlavie za Cały dzień razem, nagrody publiczności Krakowskiego Festiwalu Filmowego i festiwalu w Nyon oraz Grand Prix festiwalu w Teheranie za Istnienie, nagrody dla filmu Do bólu na festiwalach w Krakowie, Karlowych Warach, Lipsku i Łodzi (Festiwal Mediów Człowiek w Zagrożeniu), liczne nagrody dla Deklaracji nieśmiertelności (m.in. nagrody publiczności Krakowskiego Festiwalu Górskiego, Krakowskiego Festiwalu Filmowego i Festiwalu Filmów Górskich w Zakopanem, nagroda na festiwalach w Bolzano, Bristolu, Chicago, Gdańsku, Karlowych Warach, Tampere, Trydencie, Bratysławie, Teplicach, Vancouver). Praca w roli autora zdjęć filmowych przyniosła Koszałce liczne nagrody i wyróżnienia. Pręgi otrzymały nagrodę za najlepsze zdjęcia na Festiwalu Polskich Filmów Fabularnych w Gdyni oraz nominację do Orłów. Rewers także wygrał festiwal w Gdyni, ale zdobył też Złotą Kaczkę miesięcznika Film, Brązową Żabę festiwalu Camerimage, nominację do Orłów oraz nagrodę za najlepsze zdjęcia na festiwalu Prowincjonalia. Film Zbliżenia doceniono za najlepsze zdjęcia na festiwalu Prowincjonalia.
Czerwony pająk, debiut reżyserski Marcina Koszałki w fabule, otrzymał m.in. nagrody na festiwalach w Arras i Kairze, wyróżnienie w konkursie polskich filmów na festiwalu Cinergia w Łodzi oraz nominacje do nagród Stowarzyszenia Autorów Zdjęć Filmowych oraz Polskiej Akademii Filmowej Orły 2016.
W 2014 roku Narodowy Instytut Audiowizualny wydał specjalny box DVD z dokumentalnymi filmami Marcina Koszałki, tym samym zapraszając tego twórcę do grona najwybitniejszych polskich dokumentalistów, którzy doczekali się podobnego wyróżnienia. Marcin Koszałka był dwukrotnie nominowany do Paszportów Polityki – w 2007 roku za Istnienie oraz w 2010 roku za zdjęcia do Rewersu. Juror krajowych i międzynarodowych festiwali filmowych. W 2016 roku jego debiut Takiego pięknego syna urodziłam znalazł się wśród 10 najlepszych w historii polskich filmów dokumentalnych, zestawienia ogłoszonego podczas projektu 100/100. Epoka Polskiego Filmu Dokumentalnego i w głosowaniu publiczności podczas tego wydarzenia zajął 2. miejsce.
W kwietniu 2016 roku Marcin Koszałka otrzymał za Czerwonego pająka nagrodę za reżyserię na Festiwalu Filmów z Europy Środkowo-Wschodniej goEast w Wiesbaden. Film doceniono też nagrodą krytyków oraz specjalnym wyróżnieniem kanału kulturalnego 3sat. Czerwony pająk przyniósł też autorowi Nagrodę Specjalną na 41. Festiwalu Filmowym w Gdyni w 2016 roku za „odwagę w przekraczaniu granic gatunkowych”. Film trafił do dystrybucji w kinach w Czechach i Włoszech.
W 2017 otrzymał I nagrodę w kategorii film oraz Grand Prix MBA na Międzynarodowym Biennale Architektury w Krakowie pod hasłem „Podwórze – pole wyobraźni” za film rysunkowy Krakowska sztuka chaosu, zrealizowany we współpracy z Januszem Bartkowiczem. Jury przyznało nagrodę „za dobrze wyreżyserowaną opowieść nie tylko o przestrzeni publicznej, ale również o jej użytkownikach”.
W 2024 roku otrzymał dwie nagrody 49. Festiwalu Polskich Filmów Fabularnych w Gdyni: za reżyserię i scenariusz (wspólnie z Łukaszem M. Maciejewskim) filmu Biała odwaga. W 2025 otrzymał nominacje do Orłów za najlepszą reżyserię, zdjęcia i (wspólnie z Łukaszem M. Maciejewskim) scenariusz za film Biała odwaga Za Białą odwagę również w 2025 otrzymał nagrodę dla najlepszego reżysera na D.C. Polish Film Festival organizowany przez Kosciuszko Foundation Washington, Nagrodę Złoty Dzik na Festiwalu Reżyserii Filmowej we Wrocławiu i nominację do Nagrody PSC Stowarzyszenia Autorów Zdjęć Filmowych.

## Życie rodzinne i hobby
Marcin Koszałka jest żonaty z Natalią Bartkowicz, mają córkę Zofię i syna Antka. Twórca uprawia alpinizm i taternictwo, biega maratony.